# Доминоа
Доминоа (фр. Dominois) насеље је и општина у североисточној Француској у региону Пикардија, у департману Сома која припада префектури Абевил.
По подацима из 2011. године у општини је живело 200 становника, а густина насељености је износила 32,52 становника/km². Општина се простире на површини од 6,15 km². Налази се на средњој надморској висини од 13 метара (максималној 74 m, а минималној 7 m).

## Демографија
| 1962. | 1968. | 1975. | 1982. | 1990. | 1999. | 2011. |
| ----- | ----- | ----- | ----- | ----- | ----- | ----- |
| 176   | 209   | 201   | 183   | 169   | 141   | 200   |

График промене броја становника у току последњих година